# Cosimo Cinieri
Cosimo Cinieri (Taranto, 20 agosto 1938 – Roma, 19 agosto 2019) è stato un attore, drammaturgo e regista italiano.

## Biografia
Era nipote del drammaturgo e scrittore Cesare Giulio Viola, fratello del regista Francesco Cinieri, nonché padre di Leonardo Cinieri Lombroso, anch'egli regista.
Fin da giovane dimostrò il suo talento: frequentò dal 1961 la scuola di recitazione a Roma, diplomandosi con Alessandro Fersen nel 1963. Divenne presto un apprezzato attore teatrale e cinematografico, drammaturgo e regista. La sua carriera teatrale, come attore ed autore, iniziò nel segno della sperimentazione delle forme più avanguardiste ed estreme, principalmente al fianco di Alessandro Fersen, Carlo Quartucci e Carmelo Bene.
Recitò in due edizioni del Festival dei Due Mondi di Spoleto. Dal 1978, insieme alla moglie, la regista e poetessa Irma Immacolata Palazzo (che fu assistente anche di Carmelo Bene), diresse la compagnia teatrale Cinieri& Palazzo. Lavorò con numerosi altri registi importanti, fra i quali Franco Indovina, Lucio Fulci, Fernando Arrabal, Massimo Troisi, Luigi Magni, Bernardo Bertolucci ed Edoardo Winspeare.
Nel 1968 fece parte del gruppo di attori che sostenne, alla Mostra del Cinema di Venezia, Carmelo Bene che presentava Nostra Signora dei Turchi, a seguito delle polemiche che la pellicola suscitò. Sempre con Bene produrrà S.A.D.E e L'Otello o la deficienza della donna, scrivendone anche alcune parti.
Morì a Roma il 19 agosto 2019 dopo una lunga malattia, il giorno prima di compiere 81 anni; il giorno seguente fu allestita la camera ardente al Campidoglio, nella Sala del Carroccio, alla presenza di alcune personalità del mondo della cultura; dopo una commemorazione laica il suo corpo fu cremato e le ceneri tumulate nel cimitero comunale di Sava.
Il rapporto singolare che Cosimo Cinieri aveva con la poesia, viene così descritto dal poeta Elio Pecora: "Attore capace di tutte le scaltrezze e le soavità e le crudezze del primo attore, dice la poesia con voce ora estenuata, ora battente, ora segreta, ora imperante, ma una voce priva delle coloriture e dei movimenti dell'istrione; la voce interiore della poesia, quella che accenna e scioglie un canto; la grana di una voce, per dirla con Roland Barthes, ossia una voce che è insieme fiato, pronuncia e anima".

## Filmografia

### Cinema
- Cronache del '22, regia di Francesco Cinieri (1961)
- Tre nel mille, regia di Franco Indovina (1971)
- La mano spietata della legge, regia di Mario Gariazzo (1973)
- L'albero di Guernica, regia di Fernando Arrabal (1975)
- Linea di sangue (Bloodline), regia di Terence Young (1979)
- La tragedia di un uomo ridicolo, regia di Bernardo Bertolucci (1981)
- Lo squartatore di New York, regia di Lucio Fulci (1982)
- Manhattan Baby, regia di Lucio Fulci (1982)
- I guerrieri dell'anno 2072, regia di Lucio Fulci (1984)
- Murderock - Uccide a passo di danza, regia di Lucio Fulci (1984)
- Secondo Ponzio Pilato, regia di Luigi Magni (1987)
- Rebus, regia di Massimo Guglielmi (1989)
- Mia dolce Gertrude, regia di Adriana Zanese (1991)
- Antelope Cobbler, regia di Antonio Falduto (1993)
- Intolerance, registi vari (1996)
- Pizzicata, regia di Edoardo Winspeare (1996)
- Le vie del Signore sono finite, regia di Massimo Troisi (1987)
- Consigli per gli acquisti, regia di Sandro Baldoni (1997)
- Ultimo bersaglio, regia di Andrea Frezza (1997)
- La vespa e la regina, regia di Antonello De Leo (1999)
- Tre punto sei, regia di Nicola Rondolino (2001)
- Fortezza Bastiani, regia di Michele Mellara (2002)
- Il miracolo, regia di Edoardo Winspeare (2003)
- Il ronzio delle mosche, regia di Dario D'Ambrosi (2003)
- Poco più di un anno fa - Diario di un pornodivo, regia di Marco Filiberti (2003)
- Segretario particolare, regia di Nicola Molino (2007)
- Manuale d'amore 2 - Capitoli successivi, regia di Giovanni Veronesi (2007)
- Oltre il mare, regia di Cesare Fragnelli (2011)
- Faccio un salto all'Avana, regia di Dario Baldi (2011)
- Ritual - Una storia psicomagica, regia di Giulia Brazzale e Luca Immesi (2013)
- Pasolini, la verità nascosta, regia di Federico Bruno (2013)
- Ameluk, regia di Mimmo Mancini (2015)
- A proposito di Franco, regia di Gaetano Di Lorenzo (2015)
- Los Feliz, regia di Edgar Honetschläger (2016)
- Le guerre horrende, regia di Giulia Brazzale e Luca Immesi (2017)
- Oltre la nebbia - Il mistero di Rainer Merz, regia di Giuseppe Varlotta  (2018)

### Televisione
- Il matrimonio di Rosa Palanca di Mario Scialpi, regia di Piero Panza – film TV (1974)
- Mosè, regia di Gianfranco De Bosio – miniserie TV (1974)
- Amleto (da Shakespeare a Laforgue), regia di Carmelo Bene – film TV (1978)
- Martin Lutero, la sua riforma, il suo tempo di Nanetti Gaetano, narratore Cosimo Cinieri, regia di Paolo Gazzara (1983)
- I racconti del maresciallo, regia di Giovanni Soldati – miniserie TV, episodio 4 (1984)
- Il generale, regia di Luigi Magni – miniserie TV (1987)
- Eleonora Pimentel, regia di Ivana Massetti (1990)
- Ombre, regia di Cinzia TH Torrini – miniserie TV (1999)
- Vento di ponente, regia di Ugo Fabrizio Giordani, Gianni Lepre e Alberto Manni – soap opera (2002)
- Otello di Carmelo Bene, regia di Carmelo Bene (2002)
- Per amore, regia di Maria Carmela Cicinnati e Peter Exacoustos – miniserie TV (2002)
- La notte di Pasquino, regia di Luigi Magni – film TV (2003)
- Un anno a primavera, regia di Angelo Longoni – miniserie TV (2005)
- San Pietro, regia di Giulio Base – miniserie TV (2005)
- Fratelli, regia di Angelo Longoni – film TV (2006)
- Don Matteo – serie TV, episodio 5x09 (2006)
- Il padre delle spose, regia di Lodovico Gasparini – film TV (2006)
- Un medico in famiglia – serie TV, episodi 5x17-5x19-5x21-5x22 (2007)
- La terza verità, regia di Stefano Reali – miniserie TV (2007)
- R.I.S. - Delitti imperfetti – serie TV, episodi 5x05-5x15 (2009)
- Al di là del lago, regia di Stefano Reali – film TV (2009)
- Cesare Mori - Il prefetto di ferro, regia di Gianni Lepre – miniserie TV (2012)

### Cortometraggi
- Crudo, regia di Irma Immacolata Palazzo (2001)
- I passi dell'anima, regia di Matteo Galante (2008)
- L'altra metà, regia di Pippo Mezzapesa (2009)
- La penna di Hemingway, regia di Renzo Carbonera (2011)
- Disinstallare un amore, regia di Alessia Scarso (2011)
- La prima legge di Newton, regia di Piero Messina (2012)
- Alle corde, regia di Andrea Simonetti (2014)
- Dura Pioggia Cadrà, regia di Giovanni Bufalini (2014)
- Sogno di un impiegato, regia di Federico Mottica (2015)
- 1970 - Iaco, regia di Alessandro Zizzo (2016)

## Teatro
- Il giardino delle sfingi di Tullio Pinelli, regia di Giorgio Pressburger. Teatro dei Servi di Roma (1962)
- Gli eroi malvestiti (da testi medioevali) di C. Novelli, regia di Giorgio Bandini. Teatro Ateneo di Roma (1963)
- La cortigiana di Pietro Aretino, regia di Giorgio Bandini. Teatro Ateneo di Roma (1964)
- Eracle di Euripide, regia di Giuseppe De Martino. Teatro greco di Siracusa (1964)
- Sacra rappresentazione (dalla Bibbia, San Francesco, Jacopone da Todi), regia di gruppo. Teatro greco di Akrai di Palazzolo Acreide (1964)
- Andreuccio da Perugia di Carlo Bernari, regia di Guido Mazzella. Teatro in Piazza di Perugia (1964)
- L'inventore del cavallo di Achille Campanile, regia di Guido Mazzella. Teatro in Piazza di Perugia (1964)
- Io Vladimir Majakovskji di Vladimir Majakovski, regia di Guido Mazzella. Teatro in Piazza di Perugia (1964)
- La guardia vigilante di Miguel de Cervantes, regia di Guido Mazzella. Teatro in Piazza di Perugia (1964)
- Il calapranzi di Harold Pinter, regia di gruppo. Club Sant'Alessio di Vittorio Gassman di Roma (1964)
- Invito a teatro n. 1 (da Petronio, Marziale, Cecco Angiolieri, Poe, Alberti, Cummings, Prevert, Tardieu), regia di Cosimo Cinieri. Amici del Teatro di Bari (1965)
- La casa crolla di Massimo Fiocco, regia di Giorgio Bandini. Teatro delle Muse di Roma (1965)
- Festival di Samuel Beckett (Aspettando Godot, Finale di partita, Atto senza parole II), regie di Carlo Quartucci. Teatro Mobile di Roma (1965)
- Teatro Gruppo '63 (Gioco con la scimmia di Filippini e I Furfanti di Testa), regia di Carlo Quartucci. Teatro Biondo di Palermo (1965)
- Zip, Lip, Vap, Mam, Crep, Scap, Plip, Trip, Scrap e la Grande Mam alle prese con la società contemporanea di Giuliano Scabia, regia di Carlo Quartucci. Festival Internazionale della Prosa - Biennale di Venezia (1965)
- Invito a teatro n. 3 (da testi di Beckett, Feifer, Eschilo, Ostovskij, Cervantes), regia di Leo De Berardinis e Cosimo Cinieri. Amici del Teatro di Bari (1966)
- Settanta volte sette di Franco Molè, regia di gruppo. Teatro L'Armadio di Roma (1966)
- La fantesca di Giovanni Battista Della Porta. Teatro Stabile di Genova, regia di Carlo Quartucci (1966)
- Allucinogeno, cabaret letterario di e con Cosimo Cinieri, Magda Mercatali, Antonio Salines. Garden House di Forte dei Marmi (1966)
- Libere stanze di Roberto Lerici, regia di Carlo Quartucci. Piccolo Teatro di Milano (1966)
- Happening preparato da Carlo Quartucci. Piper Club di Torino (1966)
- Victor di Roger Vitrac, regia di Carlo Quartucci. Unione Culturale di Torino (1966)
- Parole contro parole, cabaret su testi di Ernesto Ragazzoni di Maurizio Costanzo, regia di gruppo. Setteperotto di Roma (1967)
- Poesia a teatro n. 1, testi scelti da R. Spaccarelli, regia di Alessandro Fersen. Teatro della Cometa di Roma (1967)
- Le diavolerie di Alessandro Fersen, regia di Alessandro Fersen. Festival dei Due Mondi - Teatro Caio Melisso di Spoleto (1967)
- Il grande teatro del mondo di Calderon de La Barca, regia di Guido Mazzella. Convento di San Matteo, San Pietro in Lamis di Lecce (1967)
- Onan di e con Cosimo Cinieri. Teatro Beat 72 di Roma (1968)
- Domenico del mare di e con Cosimo Cinieri. Teatro Club Carmelo Bene di Roma (1968)
- Chez Mignot di e con Cosimo Cinieri. Teatro Piccinni di Bari (1969)
- Alleluja Requiem - L'occidente è morto di e con Cosimo Cinieri. Teatro San Genesio di Roma (1970)
- San Sebastiano - Teatro di strada, Cosimo Cinieri, Leo De Berardinis e Perla Peragallo. Marigliano, Napoli (1971)
- Vietnam - Teatro di strada di Cosimo Cinieri, con la partecipazione del Laboratorio Teatrale Arcicassia e 200 abitanti della borgata Grottarossa di Roma (1972)
- Referendum divorzio - Teatro di strada, con Cosimo Cinieri e gli allievi del laboratorio teatrale Arcicassia di Roma (1974)
- Sade: libertinaggio e decadenza del complesso bandistico della gendarmeria salentina di Carmelo Bene. Teatro Manzoni di Milano (1974)
- Cristo al Cep - Teatro di strada di Cosimo Cinieri. Bari (1977)
- La Beat Generation - show in versi da una lettura in periferia dei versi e della prosa di Burroughs, Corso, Ferlinghetti, Ginsberg, Kerouac, McClure di Irma Palazzo, regia di Cinieri & Palazzo. Teatro Piccinni di Bari (1978)
- Otello da William Shakespeare di Carmelo Bene e Cosimo Cinieri, regia di Carmelo Bene, Teatro Quirino di Roma (1979)
- Cosimo Cinieri racconta E. A. Poe ovvero 'Il seppellimento troppo affrettato' di Cosimo Cinieri. Teatro in Trastevere, Sala Pozzo di Roma (1980)
- Incendio al Teatro dell'Opera di Kaiser, regia di Giancarlo Nanni. Teatro Valle di Roma (1981)
- Cherchez la Femme... - Poesia oscena da Catullo a Henry Miller, drammaturgia e regia di Irma Immacolata Palazzo (1982)
- Cosimo Cinieri è/o Macbeth,  drammaturgia e regia di Cinieri e Palazzo. Teatro Argentina di Roma (1983)
- La favola del mondo (Favole africane), drammaturgia di Irma Immacolata Palazzo, regia di Cinieri e Palazzo. Potenza (1983)
- Dante racconta l'avventura del monachesimo, drammaturgia e regia di Irma Immacolata Palazzo. Abruzzo (1986)
- Atti unici in repertorio variabile (dieci testi in 4 spettacoli: S. Beckett, A. Cechov, H. Pinter, G. Courteline, F. Cuomo, L. Pirandello, F. Storelli), regia di Cinieri e Palazzo. Teatro San Genesio di Roma (1987)
- Serate d'autore, regia di Cosimo Cinieri (1988)
- I giganti della montagna di Luigi Pirandello, regia di Carlo Quartucci. Erice (1989)
- La lezione di Eugène Ionesco, regia di Irma Palazzo. Giornate delle Arti di Erice (1990)
- Canzoniere italiano. Teatro Argentina di Roma e WestFallenHalle di Dortmund (Germania); e al 2º Festival di Caracalla di Roma (1991)
- Borderò - Una voce nella notte di Cosimo Cinieri, con Gianni Coscia. Teatro Beat 72 di Roma (1992)
- Garcia Lorca in flamenco: voce, danza, chitarra e canto, regia di Irma Immacolata Palazzo. Teatro Il Vascello di Roma (1992)
- Lucrezia Borgia di Victor Hugo, regia di Riccardo Reim (1993)
- Luoghi della memoria: Dei sepolcri di Ugo Foscolo, con il quartetto d'archi di Santa Cecilia, regia di Irma Immacolata Palazzo. Cimitero del Verano di Roma (1994)
- Agamennone di Seneca, produzione I.N.D.A.. Siracusa (1995)
- Amare a mare - 60 minuti di navigazione a voce, drammaturgia e regia di Irma Immacolata Palazzo (1996)
- La Mandragola di Niccolò Machiavelli, regia di Mario Missiroli. Teatro di Sardegna-Teatro della Pergola di Firenze (1997)
- Giovanna D'Arco - Donna armata di Luca Fontana, Cosimo Cinieri e Stefania Rocca, regia di Walter Le Moli. Teatro Stabile di Torino e Teatro Carignano di Torino (1998)
- La lupa, da Giovanni Verga di Aurelio Grimaldi, regia e coreografia di Susanna Beltrami. Teatro Franco Parenti di Milano (1999)
- Signori si nasce, dalla farsa cinematografica di Castellano e Pipolo ed Edoardo Anton, regia di Carlo Croccolo. Festival del teatro di Porto Recanati (2001)
- La tragica storia di Amleto principe di Danimarca di William Shakespeare, nuova traduzione di Luca Fontana, regia di Walter Le Moli. Teatro Farnese di Parma (2002)
- Dante viandante tra Inferno, Purgatorio e Paradiso, concerto per voce e banda con la Banda dell'Arma dei Carabinieri, diretta dal maestro Massimo Martinelli, regia di Irma Immacolata Palazzo. Piazza Farnese di Roma (2004)
- La donna vendicativa di Carlo Goldoni, elaborazione e regia di Roberto De Simone. Teatro romano di Verona (2005)
- Nina di Roussin, regia di Claudio Insegno. Teatro Ghione di Roma (2006)
- Versi divini (da Omero a Neruda) - Concerto per vino, voce e fisarmonica, drammaturgia e regia di Irma Immacolata Palazzo (2008)
- Il poeta è un fingitore - Fernando Pessoa in Rapsodia, drammaturgia e regia di Irma Immacolata Palazzo. Auditorium Parco della Musica di Roma (2009)
- Adonis, ecco il mio nome, con un quartetto etnojazz e le musiche originali di Roberto Bellatalla e Fabio Caricchia, drammaturgia e regia di Irma Immacolata Palazzo. Auditorium Parco della Musica di Roma (2010)
- Pierino e il lupo, testo teatrale in versi liberamente ispirato dalla favola musicale di Sergej Prokofiev di Giorgio Weiss, con la banda musicale della Guardia di Finanza, diretta dal maestro Leonardo Laserra Ingrosso, regia di Irma Immacolata Palazzo. Auditorium Parco della Musica di Roma, Sala Santa Cecilia (2011)
- Pier Paolo Poeta delle Ceneri, con Cosimo Cinieri, Gianni De Feo e Marcello Maietta. Auditorium Parco della Musica di Roma, Sala Sinopoli (2012)
- Histoire du soldat di Igor' Fëdorovič Stravinskij, regia di Irma Immacolata Palazzo e Vincenzo Saggese, con Cosimo Cinieri e Gioia Spaziani, orchestra sinfonica di Roma, diretta dal maestro Francesco La Vecchia. Auditorium Conciliazione di Roma (2012)
- Rebibbia da ascoltare, con Cosimo Cinieri, Lunetta Savino, Emilio Solfrizzi e Mara Veneziano. Giornate di teatro realizzate all'interno della casa circondariale di Rebibbia, nell'ambito dell'Estate Romana 2012 (2012)
- Ritratti di poesia - Settima edizione. Premio Fondazione Roma a Giovanna Bemporad, letture di Cosimo Cinieri. Tempio di Adriano di Roma (2013)
- Canzone da Petrarca al rap di Palazzo-Panella, regia di Irma Immacolata Palazzo, con Pasquale Panella, Gianni De Feo (canto), La Dyvina (burlesquer), Loop Loona (rapper), gli allievi della scuola di teatro Fondamenta. MAXXI - Museo nazionale delle arti del XXI secolo (2014)
- Nietzsche, tra Dioniso e Apollo - Ditirambi di Dioniso e altre poesie, drammaturgia di Irma Immacolata Palazzo e Lucio Saviani (2015)
- Pier Paolo poeta delle ceneri (video-opera), regia di Irma immacolata Palazzo e Giannantonio Marcon. Teatro Argentina di Roma (2015)
- Il grande inquisitore - Il fuoco della libertà, dialogo tra i filosofi Lucio Saviani e Domenico Zampaglione con Cosimo Cinieri e Irma Immacolata Palazzo (2016)
- Francesco, regia di Irma Immacolata Palazzo, con Cosimo Cinieri, l'orchestra del Napoli Opera Festival, diretta dal maestro Domenico Virgili, testi di papa Francesco (2017)

## Radio
- Cassio governa a Cipro di Giorgio Manganelli, regia di Carmelo Bene
- Tamerlano di Philippe Marlowe, regia di Carlo Quartucci
- Salomè di Carmelo Bene
- Pinocchio di Carmelo Bene
- Nathan il saggio di Lessing, regia di Vittorio Sermonti
- Gioacchino Murat di Nicola Saponaro, regia di A. Vaccari
- La Beat Generation di Irma Palazzo, regia di Cinieri e Palazzo
- Viaggio verso la notte, regia di F. Anzalone
- La portantina, regia di Umberto Marino
- Arden di Faversham, regia di G. Bandini
- Storie d'Italia e dintorni di cui 10 puntate anche come autore, regia di Umberto Marino
- Il cuore rivelatore, da Edgar Allan Poe di Cosimo Cinieri
- Canzoniere italiano - Poesia in concerto (da Francesco d'Assisi a Pier Paolo Pasolini),  regia di Irma Palazzo
- Duetto d'amore-dialogo in versi dalla grecità ad oggi, regia di Irma Palazzo
- Favole parallele
- Fiabe laterali
- L'innesto dell'eternità
- Il falso e il vero Shakespeare
- Il tagliacarte
- La lunga storia della Resistenza
- Il naufragio dell'Ercole
- Il dramma, la farsa e la tragedia di Antonelli, regia di Giancarlo Sammartano
- Il Café della voce di Cosimo Cinieri, rubrica settimanale in Per noi (Radio Uno)
- Il poeta è un fingitore - Fernando Pessoa in Rapsodia, elaborazione drammaturgica e regia di Irma Palazzo (Rai Radio 3)

## Laboratori- Seminari e Stage
- Seminario con Cosimo Cinieri su La Beat Generation, un testo di Irma Palazzo - Bari, Centro Culturale Santa Teresa dei Maschi - La Gazzetta del Mezzogiorno, 21 febbraio 1978.
- Laboratorio teatrale Arcicassia. Roma, borgata Grottarossa di Cassia (1972-1974)
- La voce come immagine (1981)
- Natività: nascita di uno spettacolo. Salone della Provincia di Taranto (1982)
- Per un Macbeth, in collaborazione con l'Accademia di Belle Arti di Roma (1982-1983)
- Il mistero dell'attore. Salone della Provincia di Taranto (1983)
- La voce protagonista. Roma - Seminario e conferenze-spettacolo "Il silenzio riempito-Atto secondo" organizzato dal Teatro Studio De Tollis in collaborazione con l'Istituto nazionale di architettura (1984)
- Alla ricerca di atti unici. Teatro San Genesio di Roma (1986)
- I teatri del lutto e dell'eros nel mondo arcaico. Seminario di Alessandro Fersen, con Alfonso Di Nola, Cosimo Cinieri e Piera Degli Esposti - Quotidiano, 30 aprile 1987 - Il Messaggero, 5 maggio 1987.
- Stage di Cosimo Cinieri, presso l'Accademia D'Arte Drammatica di Calabria Palmi di Palmi (1989)
- Fare teatro, Laboratori del Teatro di Roma a cura di Dacia Maraini – Docenti: Giuseppe Manfridi e Mario Prosperi: Drammaturgia; Cosimo Cinieri: Recitazione; Giuliano Vasilicò: regia. Teatro Argentina di Roma (1992)
- Corso di recitazione, produzione I.N.D.A. Siracusa (1990 e 1993)
- La VOCE strumento di comunicazione espressiva a cura di Cosimo Cinieri. Cerignola (1996)
- Prove per una messa in scena, stage di Cosimo Cinieri per il Corso Regionale "Esperto di dizione e recitazione - Reggio Calabria (1996)
- Laboratorio professionale della Commedia e del Teatro per Roma e provincia, progetto della compagnia Cinieri&Palazzo (1997)
- Il mestiere dell'attore - Nascita dello spettacolo-dall'improvvisazione al fatto teatrale, Laboratorio/e Spettacolo per l'Accademia FITA - Bellaria (2002)
- 2002-2004 Biennio di Formazione Professionale - Scuola Internazionale di Teatro Auroville, diretta da Augusto Zucchi, Giorgio Pressburger e Krzysztof Zanussi. Tra i docenti: Cosimo Cinieri, Massimo Dapporto, Massimo Popolizio, Milva, Walter Pagliaro, Rocco Familiari e altri (2002-2004)
- Stage di Cosimo Cinieri, per l'Accademia teatrale FITA di Senigallia (2003)
- Lezione-dibattito di Cosimo Cinieri, intorno alla funzione della poesia, alla tecnica di recitazione, respirazione, dizione. L'incontro è organizzato dal Csa per i docenti di Lettere delle superiori, gli allievi dei licei e i partecipanti al Festival francofono - Catania, al centro "Zo" (2003)
- Seminario di educazione teatrale, a cura di Cosimo Cinieri, destinato a 40 docenti e 80 alunni delle Scuole Superiori di Messina (2004)
- La voce nella poesia, seminario per insegnanti e studenti a cura di Cosimo Cinieri. Taranto (2005)
- Sei un docente "di parola"? Voce, Parola, Poesia nella competenza formativa, dieci appuntamenti con Cosimo Cinieri e Corrado Veneziano. Teatro Eliseo di Roma (2006)
- Seminario, fusione, parola e musica. Intervengono: prof. Luca Aversano, Cosimo Cinieri, Pippo Di Marca, Francesca Della Monica, Pino Tufillaro, prof. Giancarlo Sammartano (2009)
- E il suon di lei- La poesia, la voce, l'anima, il cuore, la vita di Cosimo Cinieri. Università Roma 3 - Teatro DamsFest3, Teatro Palladium di Roma (2009)
- Stage di Cosimo Cinieri, per la Scuola di recitazione Fondamenta di Roma (2014)
- Il dialogo tra generazioni - Generazioni a confronto, con Cosimo Cinieri, Irma Immacolata Palazzo e Silvia Consoli, per le Settimane Culturali del Liceo Catullo, a cura del filosofo Lucio Saviani. Monterotondo (2016)
- "... e il suon di lei", stage per aspiranti Rapsodi, a cura di Cosimo Cinieri e Irma Palazzo. Sovereto Festival 2016, Trani

## Voce recitante in opere musicali
- Silvia Simplex di Francesco Pennisi
- Carteggio di Francesco Pennisi
- Lighea di Alessandro Sbordoni
- Histoire du Soldat di Igor Stravinsky
- Egmont di Beethoven

## Pubblicità
Dal 2006 al 2015 è stato testimonial pubblicitario, solitamente nel periodo natalizio, dell'azienda dolciaria Balocco; è stato inoltre protagonista di vari messaggi pubblicitari, fra cui quello della Bertolli.

## Riconoscimenti
Vinse il Premio Ubu, nell'edizione 1978/79, come Miglior attore non protagonista per l'interpretazione di Jago, nell'Otello diretto da Carmelo Bene.
Nel 1985 gli fu conferito il Biglietto d'oro a Taormina Arte, allo spettacolo Cosimo Cinieri è/o Macbeth di William Shakespeare per il suo indiscutibile valore artistico.
Nel 1996 vinse il Premio Internazionale Ovidio d'argento come miglior attore al 14° Sulmonacinema Film Festival, per il film Pizzicata diretto da Edoardo Winspeare.
Nel 1999 l'Accademia Internazionale di Musica W.A.Mozart conferisce a Cosimo Cinieri il Premio Castello Spagnolo "Il Teatro come Amore".
Nel 2007 "Canzoniere Italiano-Poesia in Concerto", regia di Cosimo Cinieri&Irma Palazzo riceve il Premio Cicerone dalla Provincia di Roma quale migliore manifestazione sulla poesia.
Nel 2007 gli viene assegnato il V Premio letterario Valle dell'Aniene-Segnalibro d'Oro XII edizione.
Nel 2010 riceve il Premio Internazionale La manovella d'oro" quale migliore attore per "I passi dell'anima" di Matteo Galante al 4° Solofra FilmFestival.
Nel 2010 gli viene assegnato il Premio come migliore attore al 4º Festival del Cinema Invisibile per il cortometraggio "I passi dell'anima" di Matteo Galante.
Nel 2011 "Premio Via Margutta, La Via delle Arti" a Cosimo Cinieri per il Teatro.
Nel 2012 Menzione Speciale a Cosimo Cinieri, quale coprotagonista del cortometraggio "La prima Legge di Newton" di Piero Messina al 7º Festival Internazionale del Film di Roma (Sezione "Prospettive Italia").
Nel 2017 gli viene conferito il Premio "Franco Cuomo International Award" IV Edizione, Sala Zuccari di Palazzo Giustiniani c/o Senato della Repubblica, Roma.

## Regia

### Cortometraggi
- Messa a fuoco, regia di Cosimo Cinieri (1999)